# 岩手県道・宮城県道295号藤沢大籠線

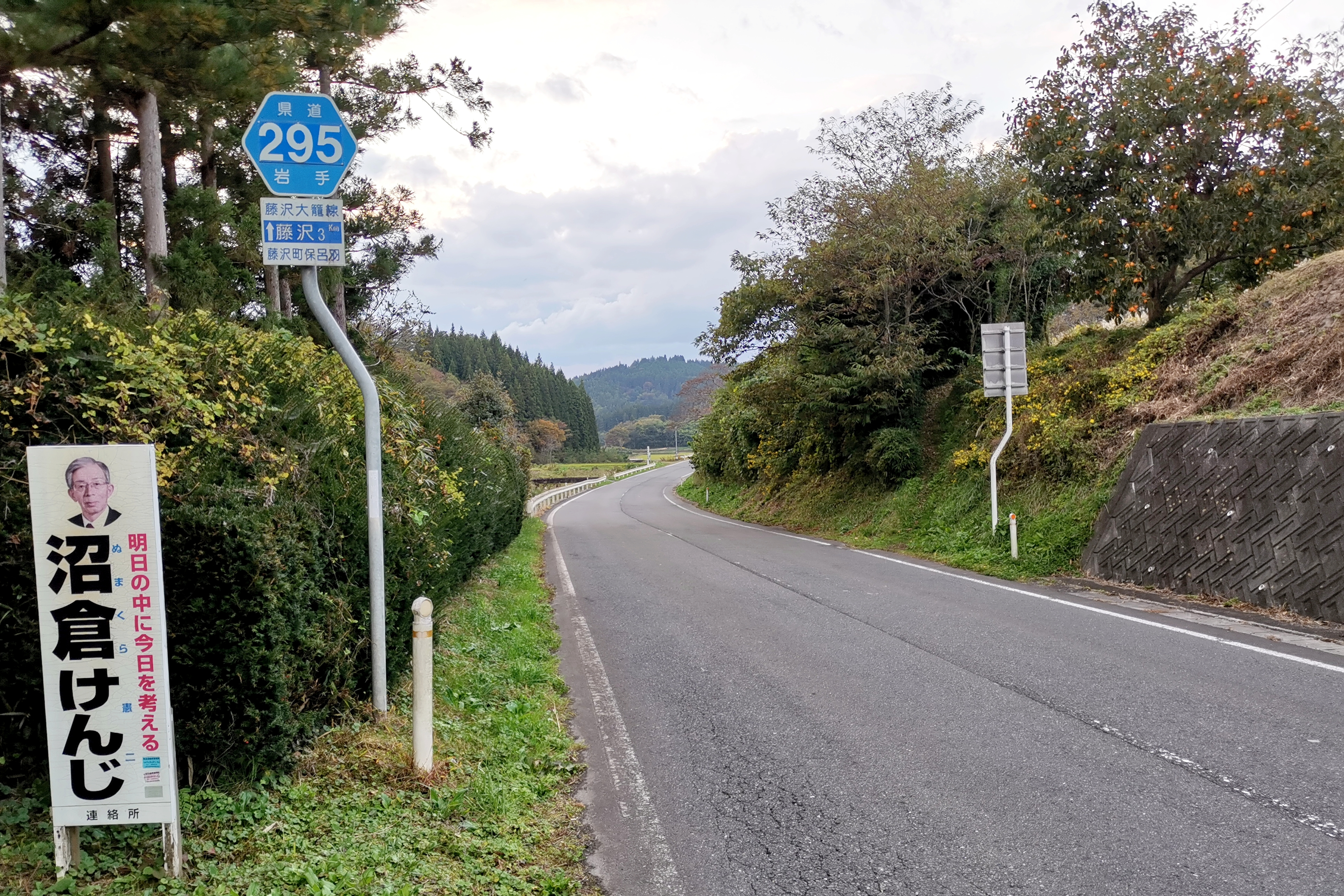
一関市藤沢町保呂羽字二本柳地内

岩手県道・宮城県道295号藤沢大籠線（いわてけんどう・みやぎけんどう295ごう ふじさわおおかごせん）は、岩手県一関市藤沢町藤沢から一関市藤沢町大籠に至る一般県道である。

## 概要
一関市藤沢町中心部から気仙沼市・登米市方面へのメインルートとして利用されている。途中の旧大籠小学校・平山牧場（登米市東和町米川字大柄沢）付近は急カーブが連続していたため改良工事が行われた。その際に工区の一部が県境をまたぐ形(大籠川が県境となる分部)になり、当線は岩手県内単独路線から宮城県にもまたがる路線に変わった。このため県道番号はかつての155から295に変更され、管理は全区間岩手県が行っている。

### 路線データ
- 実延長：11,841.9 m[2]
- 起点：一関市藤沢町[2]（国道456号交点）
- 終点：一関市藤沢町大籠[2]（国道346号交点・岩手・宮城両県境）

## 歴史
- 1972年（昭和47年）3月17日 - 岩手県により県道に認定される[2]。
- 1999年（平成11年）1月12日 - 路線番号が155から295に変更される[2]。

## 地理

### 通過する自治体
- 岩手県
  - 一関市
- 宮城県
  - 登米市

### 交差する道路
- 国道456号（一関市藤沢町藤沢字早道、起点）
- 岩手県道218号藤沢津谷川線（一関市藤沢町保呂羽字二本柳）北緯38度50分44.6秒 東経141度22分25.6秒
- 国道346号（一関市藤沢町大籠字下野在家、終点）